# Lorenzo Sotomayor
Lorenzo Sotomayor Fernández (Najasa; 2 de febrero de 1949) es un futbolista cubano de la década de 1970, que jugaba como defensa.

## Selección nacional
Formó parte del grupo de jugadores convocados para jugar en el torneo de fútbol de los Juegos Olímpicos de 1976 en Montreal, aunque permaneció en el banquillo durante la competición. También participó en las eliminatorias mundialistas de 1978 (1 partido contra Jamaica, el 29 de agosto de 1976).
A nivel regional formó parte del equipo que disputó la 5ª edición del Campeonato de Naciones de la Concacaf en 1971. Un año antes había ganado la medalla de oro en los Juegos Centroamericanos y del Caribe.

### Participaciones en Juegos Olímpicos
| Torneo                   | Sede     | Resultado     |
| ------------------------ | -------- | ------------- |
| Juegos Olímpicos de 1976 | Montreal | Primera ronda |

## Palmarés

### Títulos nacionales
| Título              | Equipo    | País | Año  |
| ------------------- | --------- | ---- | ---- |
| Campeonato Nacional | Granjeros | Cuba | 1969 |
| Campeonato Nacional | Granjeros | Cuba | 1970 |
| Campeonato Nacional | Granjeros | Cuba | 1975 |
| Campeonato Nacional | Granjeros | Cuba | 1977 |